# Dahou Ould Kablia
Dahou Azouane Ould Kablia (en arabe : دحو ولد قابلية) est un homme politique algérien, né le 4 mai 1933 à Tanger (Maroc). Il est de 2010 à 2013 ministre de l’Intérieur et des Collectivités locales dans le gouvernement Ouyahia VIII, le gouvernement Ouyahia IX et les gouvernements Sellal I et II.

## Biographie
Il est né le 4 mai 1933 à Tanger (Maroc) de parents originaires de Mascara (Algérie).
Il obtient son baccalauréat en 1955 avant d'entamer ses études de droit à l'université de Toulouse (France) en 1956.
De 1956 à 1963, il est intégré au sein de la DDR du Ministère de l'Armement et des Liaisons générales (MALG), le précurseur des services secrets algériens.
Il a occupé durant toute sa carrière professionnelle des fonctions politiques, parlementaires et ministérielles comme ci-après:
- 1963-1964 :  Préfet de Mostaganem
- 1964-1965 :  Préfet de Tiaret
- 1965-1968 :  Préfet de Tlemcen
- 1968-1970 : Wali (Préfet) de Tlemcen
- 1970-1974 : Wali d'Oran
- 1974-1978 : Wali de Skikda
- 1978-1980 : Wali d'Alger
- 1980-1983 : Secrétaire-général du ministère de l'Intérieur
- 2001-2001 : Sénateur
- 2001 - 2010 : Ministre délégué auprès du ministre d’État, ministre de l'Intérieur et des Collectivités locales, chargé des collectivités locales
- 2010 - 2013 : Ministre de l'Intérieur et des Collectivités locales
- 2022 : Nommé membre du Conseil de la nation (sur le contingent du président de la République) [2]

Il a assumé en 2015 l'assassinat, en 1957, d'Abane Ramdane
En octobre 2024, il est nommé président de la commission chargée de la révision des lois relatives à la commune et à la wilaya.

## Itinéraire
|     | Wilaya                    | Début        | Fin             |
| 1er | Wali de la wilaya d'Alger | 31 mars 1978 | 26 janvier 1980 |

## Publications
- Boussouf et le Malg : la face cachée de la révolution, Casbah Editions, 2020[5].

### Source
- Liste des ministres sur le site premier-ministre.gov.dz

1. ↑  biographie de Dahou Ould Kablia, site babelio.com, consulté le 3 octobre 2024.
2. ↑  Ouled Kablia, ancien « moudjahid » et jeune sénateur algérien de 89 ans!, site mondafrique.com, 17 février 2022.
3. ↑  « Histoire de la Révolution/ Dahou Ould Kablia assume pleinement l'assassinat d'Abane Ramdane », Algérie Focus, 1er novembre 2015
4. ↑  « Algérie : à 91 ans, l’ex-ministre Dahou Ould Kablia prend de nouvelles fonctions », Jeune Afrique, 9 octobre 2024
5. ↑  Algérie : Un ex-ministre de l’Intérieur charge Bouteflika, site observalgerie.com, 15 octobre 2020.